# Жанауба (микрорегион)

Жанауба на карте.

Жанауба (порт. Microrregião de Janaúba) — микрорегион в Бразилии, входит в штат Минас-Жерайс. Составная часть мезорегиона Север штата Минас-Жерайс. Население составляет 247 487 человек (на 2010 год). Площадь — 15 033,464	 км². Плотность населения — 16,46	чел./км².

## Демография
Согласно сведениям, собранным в ходе переписи 2010 г. Национальным институтом географии и статистики (IBGE), население микрорегиона составляет:						
| Полное население                             | Полное население                             | Полное население                             | Полное население                             | 247 487 |
| -------------------------------------------- | -------------------------------------------- | -------------------------------------------- | -------------------------------------------- | ------- |
| в том числе:                                 | Городское население                          | 156 691                                      | Процент городского населения, %              | 63,31   |
|                                              | Сельское население                           | 90 796                                       | Процент сельского населения, %               | 36,69   |
|                                              | Мужское население                            | 123 589                                      | Процент мужского населения, %                | 49,94   |
|                                              | Женское население                            | 123 898                                      | Процент женского населения, %                | 50,06   |
| Плотность населения, чел/км²                 | Плотность населения, чел/км²                 | Плотность населения, чел/км²                 | Плотность населения, чел/км²                 | 16,46   |
| Население микрорегиона в % к населению штата | Население микрорегиона в % к населению штата | Население микрорегиона в % к населению штата | Население микрорегиона в % к населению штата | 1,26    |

## Статистика
- Валовой внутренний продукт на 2003 год составляет 640 653 771,00 реалов (данные: Бразильский институт географии и статистики).
- Валовой внутренний продукт на душу населения на 2003 год составляет 2618,57 реалов (данные: Бразильский институт географии и статистики).
- Индекс развития человеческого потенциала на 2000 год составляет 0,663 (данные: Программа развития ООН).

## Состав микрорегиона
В составе микрорегиона включены следующие муниципалитеты:
1. Катути
2. Эспиноза
3. Гамелейрас
4. Жанауба
5. Жаиба
6. Мамонас
7. Мату-Верди
8. Монти-Азул
9. Нова-Портейринья
10. Пай-Педру
11. Портейринья
12. Риашу-дус-Машадус
13. Серранополис-ди-Минас